# Charles Edward Hubbard
Charles Edward Hubbard (1900, Norfolk - 1980) was een Engels botanicus die gespecialiseerd was in grassen.
Hij begon zijn loopbaan als botanicus in de hortus botanicus op het landgoed Sandringham. In 1920 ging hij werken bij Kew Gardens, vanaf 1923 werkte hij daar in het herbarium waar hij grassen bestudeerde.
In 1930 en 1931 bezocht hij Queensland, waar hij werkte in het herbarium en veldonderzoek deed als uitwisseling met de Australische botanicus W.D. Francis. Tijdens zijn verblijf verzamelde hij 15.000 specimens en bestudeerde hij elke grassoort in het Queensland Herbarium.
In 1957 kreeg hij de positie van conservator van het Herbarium en de Bibliotheek van Kew Gardens, waarvan hij enkele jaren later adjunct-directeur werd. In 1965 ging hij met pensioen.
In 1967 onderscheidde de Linnean Society of London hem met de gouden Linnean Medal vanwege zijn werk aan de taxonomie van grassen. 
- Bibsys: 90751175
- Bibliothèque nationale de France: cb12414936s (data)
- Author citation (botany): C.E.Hubb.
- CiNii: DA05205871
- Gemeinsame Normdatei: 172146518
- International Standard Name Identifier: 0000 0001 0918 991X
- Library of Congress Control Number: n88616104
- Nationale Bibliotheek van Tsjechië: xx0226877
- Nationale bibliotheek van Australië: 35210432
- Nationale Bibliotheek van Israël: 987007369690405171
- Nederlandse Thesaurus van Auteursnamen: 070737614
- Réseau des bibliothèques de Suisse occidentale: 02-A003386815
- LIBRIS: 315646
- Système universitaire de documentation: 068530250
- Museum of New Zealand Te Papa Tongarewa: 50635
- Virtual International Authority File: 79104339
- WorldCat: E39PBJy4dvyRTppTJypHFqDjG3